# هاندا فيرات
هاند فيرات (بالتركية: Hande Fırat)‏ (مواليد 10 سبتمبر 1974 في أنقرة.) هي مراسلة وصحفية تركية، تصدرت المشهد الاعلامي عالمياً بعد أن أذاعت خطابا للرئيس التركي رجب طيب أردوغان على هاتفها مباشرة على الهواء بالتوازي مع محاولة الانقلاب التركية عام 2016، ومباشرة بعد البيان العسكري الذي أجبرت على قراءته مذيعة الأخبار التركية تيجان كاراش.

## حياتها
أكملت فيرات تعليمها الثانوي في مدرسة أنقرة تيفيك فكرت الثانوية ثم تعليمها الجامعي في جامعة أنقرة، قسم الإذاعة والتلفزيون.
تتحدث فيرات الإنجليزية والفرنسية. في عام 2005، أنجبت ابنة اسمتها نهير.
في 5 ديسمبر 2017، تزوجت من رجل الأعمال مراد أوزفاردار.

## حياتها المهنية
بدأت فرات حياتها المهنية في التلفزيون من خلال مزاولة برامج تدريبية خلال سنوات دراستها الجامعية. عملت بعدها في قناة كانال دي التركية ثم قناة إن تي في التركية وقناة BRT. في نوفمبر 1999، بدأت العمل كواحدة من المراسلين الرئيسيين لقناة سي أن أن تورك. في عام 2011، أصبحت الممثلة الرئيسية للقناة وفي عام 2014 حصلت على نفس المنصب في قناة كانال دي في أنقرة.
خلال محاولة الانقلاب التركي عام 2016، تحدثت فيرات في بث مباشر مع الرئيس التركي رجب طيب أردوغان من خلال فيس تايم على قناة سي أن أن تورك. هذا البث، الذي غير مسار الانقلاب عندما دعا أردوغان الشعب التركي للذهاب إلى الشارع، كان يُنظر إليه على أنه نجاح للمذيعة. في نفس العام، فازت فيرات بجائزة «الحدث الإعلامي للعام» في حفل توزيع جوائز الفراشة الذهبية 43.